# ウッタル・プラデーシュ州
ウッタル・プラデーシュ州（ウッタル・プラデーシュしゅう、Uttar Pradesh、ヒンディー語: उत्तर प्रदेश、ウルドゥー語: اتر پردیش、「北の州」の意）は、インド北部の州。人口は2億4100万人以上で、インドの州の中でもっとも多く、総人口の16.5%に相当する。インド独立後の1950年に、それまでの連合州を前身として成立した。州都はラクナウで、高等裁判所がプラヤーグラージ（旧称アラーハーバード）に置かれている。州内は18の地方と75の県からなる。2000年11月9日に、州西部のヒマラヤ丘陵地域がウッタラーンチャル州（のちウッタラーカンド州に改称）として分立した。ガンジス川とその支流のヤムナー川というふたつの大河が流れ、これらが合流するプラヤーグラージのトリヴェニ・サンガムはヒンドゥー教の聖地となっている。そのほかの主要河川として、ゴムティ川やガーグラー川がある。森林面積は州全体の6.1%、耕作可能地域は同82%で、そのうち68.5%が実際に農地になっている。
西でラージャスターン州、北西でハリヤーナー州とヒマーチャル・プラデーシュ州とデリー、北でウッタラーカンド州とネパール、東でビハール州、南でマディヤ・プラデーシュ州とチャッティースガル州とジャールカンド州とそれぞれ隣接する。面積は24万3286平方キロメートルで、インドの州で4位、国内総面積の7.3%に相当する。かつては砂糖の生産で知られたが、今日の州経済は観光や宿泊業、不動産業、保険業、金融コンサルタント業などのサービス産業が中心となっている。州内総生産はインドの州で3位となる18兆6300億インド・ルピー（以下ルピー）で、住民ひとりあたりの州民総生産は6万8810ルピーである。州内にはチョードリー・チャラン・シング国際空港（ラクナウ）、ラール・バハードゥル・シャーストリー空港（ヴァーラーナシー）、クシナガル国際空港（クシナガル）の3つの国際空港が所在する。鉄道ではプラヤーグラージ・ジャンクション駅がインド中北部鉄道の、ゴーラクプル・ジャンクション駅がインド北東部鉄道のそれぞれ本部となっている。州の高等裁判所はプラヤーグラージに置かれている。ローク・サバー（インド下院）の選挙区は80、ラージヤ・サバー（インド上院）の選挙区は31ある。
住民は4分の3以上がヒンドゥー教徒で、ムスリムがこれに次ぐ。言語はヒンドゥー語が最も一般的だが、ウルドゥー語も公用語に指定されている。かつてはマウリヤ朝、ヴァルダナ朝、グプタ朝、パーラ朝、デリー・スルターン朝、ムガル帝国など、多くの国家が興亡を繰り返した。20世紀初頭にはラムガーディー、ラーンプル、ベナレスの3つの藩王国が所在した。3つの世界遺産があり、アーグラー、アリーガル、アヨーディヤー、バレーリー、ゴーラクプル、カーンプル、クシナガル、ラクナウ、マトゥラー、メーラト、ヴァーラーナシー、ヴリンダーヴァンなどが観光地として人気である。

## 歴史

### 略歴
かつてアワド（अवध、Oudh）と呼ばれた地域は、その後en:Delhi Territory（1803年 - 1832年）、en:Ceded and Conquered Provinces（1805年 - 1834年）、en:Agra Presidency（1834年 - 1836年）、en:North-Western Provinces（1836年 - 1902年）、en:United Provinces of Agra and Oudh（1902年 - 1921年）、en:United Provinces of British India（1921年 - 1937年）、連合州（UP州、1937年 - 1950年）と名称の変遷があったが、独立後の1950年1月25日その略称を引き継ぐ形で現地語名に改名された。
2000年11月9日にウッタラーンチャル州（現ウッタラーカンド州）を分割。
2021年8月12日までにガンジス川の水位が上昇して氾濫。約600もの村が孤立状態となる。

### 先史時代
現生人類の狩猟採集民は、約85,000 年前から 72,000年前頃からウッタル・プラデーシュ州に住んで居たとされている 。同州では、21,000～31,000年前の中期および後期旧石器時代の先史時代の発見もあり、プラタップガル近郊の中石器時代/微石器時代の狩猟採集民の居住地は紀元前10550年～9550年頃のものである。家畜化された牛、羊、ヤギがいる村や農業の痕跡は、紀元前6,000 年には始まり、紀元前 6,000 年頃から徐々に発展してきた。紀元前 4,000年と1,500 年は、インダス文明とハラッパ文化から始まり、ヴェーダ時代、鉄器時代まで続いていくことになる。

### 古代および古典時代

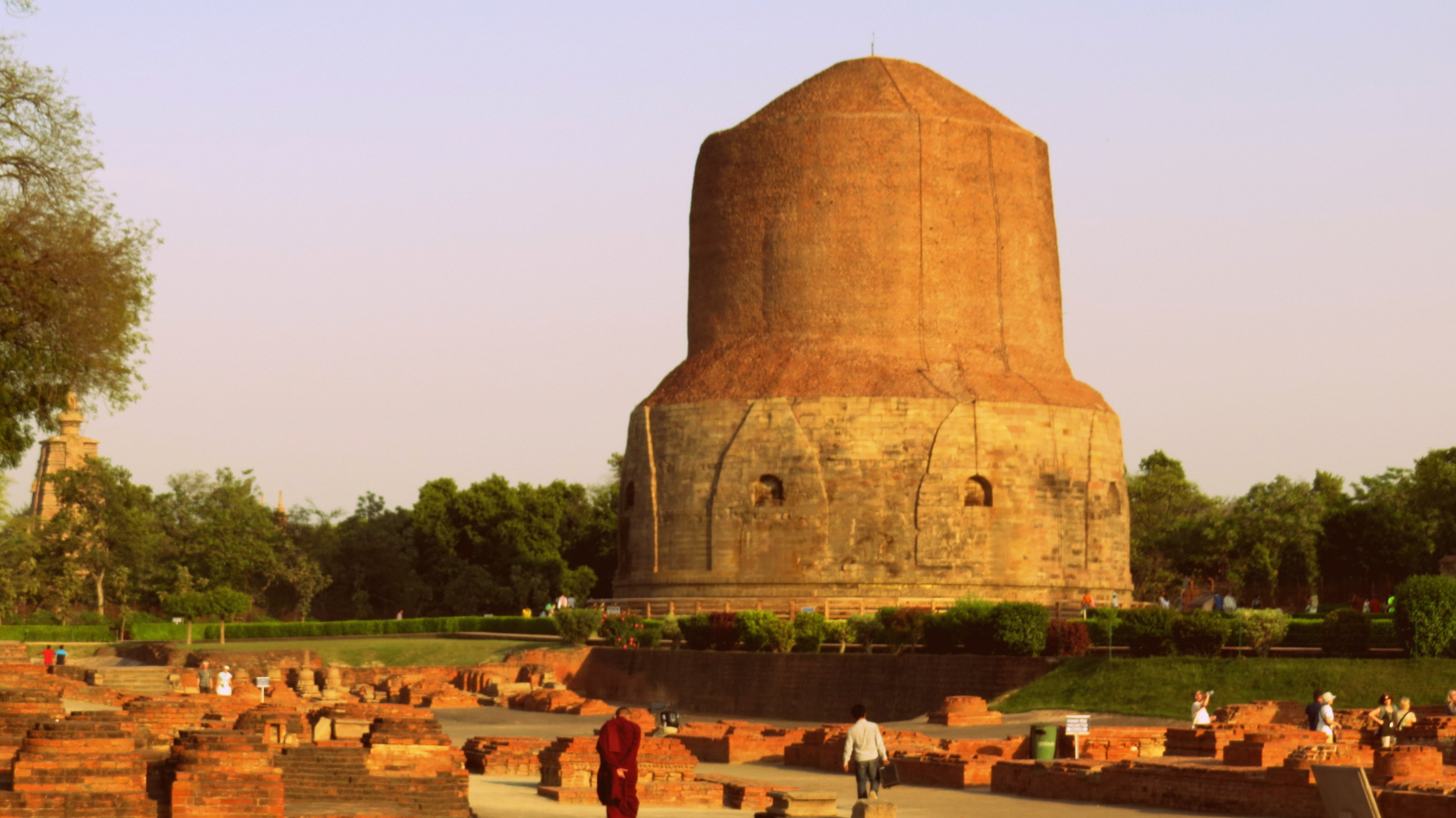
サルナートのダメク・ストゥーパは、ゴータマ・ブッダが最初に法を説いた場所であり、コンダンナの悟りを通じて仏教サンガが誕生した場所である

古代インドに存在した 16 のマハジャナパダ（直訳すると「偉大な王国」）または寡頭制の共和国のうち、7 つは完全に現在の州の境界内に存在していた。マハージャナパーダ時代のコーサラ王国も、現在のウッタル・プラデーシュ州の地域境界内に位置していた。ヒンドゥー教によれば、ラーマーヤナ叙事詩の神聖なラーマ王はコーサラの首都アヨーディヤに君臨していた。ヒンズー教の伝説のもう一人の神王であるクリシュナは、マハーバーラタ叙事詩で重要な役割を果たし、ヒンズー教の神ヴィシュヌの8 番目の生まれ変わり (アバター) として崇められており、マトゥラー市で生まれたとされている。クルクシェートラ戦争の余波は、パーンダヴァ王ユディシュティラの治世中に、上ドアブとデリーの間の地域（当時はクル・マハージャナパダであった）で起こったと考えられている。クルスの王国は、紀元前1000年頃のインド北西部の黒器、赤器、彩色灰色器の文化と鉄器時代の始まりに相当する。
ガンジス平原地域の支配は、マウリヤ帝国(紀元前 320 ～ 200 年)、クシャン帝国(西暦 100 ～ 250 年)、グプタ帝国(350 ～ 600 年)、グルジャラ プラティハーラ (650 ～ 1036 年) の帝国など、インドのすべての主要帝国の権力と安定にとって極めて重要であった。グプタ帝国を崩壊させたフン族の侵攻に続き、ガンジス川・ヤムナ・ドアブ川ではカンナウジが台頭した。ハルシャ・ヴァルダナの治世中（590年 - 647年）にカナウジ帝国は最盛期に達した。北のパンジャーブ州、西のグジャラート州から東のベンガル州、南のオリッサ州まで広がっていた。これにはナルマダー川以北のインド中央部の一部が含まれ、インド・ガンジス平原全体を含んでいた。インド各地の多くのコミュニティは、カナウジ移民の子孫であると主張している。ハルシャヴァルダナの死後すぐに、彼の帝国は多くの王国に崩壊し、この地域の支配をめぐってベンガルのパーラ帝国に挑戦したグルジャラ・プラティハラ帝国によって侵略され、支配された。カンナウジは8世紀から10世紀にかけて、南インドのラーシュトラクタ王朝によって数回侵略された。パーラ帝国の崩壊後、チェロ王朝が12世紀から18世紀まで統治した。
デリー・スルタン国
ウッタル プラデーシュ州は、320 年間 (1206 ～ 1526 年) にわたってデリー・スルタン国によって部分的または完全に統治された歴史を持っている。デリー・スルタン朝は、マムルーク朝(1206 ～ 1290 年)、ハルジー朝(1290 ～ 1320 年)、トゥグルク朝(1320 ～ 1414 年)、サイード朝(1414 ～ 1451 年)、ローディ朝(1451 ～ 1526 年）の5 つの王朝が順番に統治を行った。
デリーの初代スルタンであるクトゥブ・ウッディーン・アイバクは、メーラト、アリーガル、エタワを含むウッタル・プラデーシュ州の一部の地域を征服した。彼の後継者であるイルトゥミシュは、カンナウジ王を破ってウッタル・プラデーシュ州に対するスルタン国の支配を拡大した。スルタンバルバンの治世中、マムルーク朝は国内で多数の反乱に直面したが、彼はそれらを鎮圧し、権威を確立することに成功した。アラウディン・キルジは、バラナシやプラヤグラージを含む州内のさまざまな地域に征服の範囲を広げた。また、支配者とは別に、デリー・スルタン朝時代にはウッタル・プラデーシュ州でスーフィズムの成長も見られた。ニザムッディーン・アウリヤやクトゥブッディーン・バフティアル・カキなどのスーフィー聖人はこの時代に生き、彼らの教えはこの地域の人々に大きな影響を与えた。スルタナト政権時代には、ジャウンプールのアタラ・マスジッド、ファテープル・シークリーのジャーマ・マスジッド、トゥグラカバードのギヤット・アッディーン・トゥグルク廟などのモスクや墓の建設も行われた。

### 現代
2024年、州首相はヒンドゥー教の聖なる月であるシュラバン（Shravan）の間、大勢の参拝者が訪れる巡礼ルート沿いの飲食店や屋台を対象に、店主の名前の掲示を求める政策を支持した。この政策は、巡礼者の信仰の純潔を保つための措置とされるが、一方で店を宗教によって隔離するのが狙いだとして野党やムスリムなどから非難の声が上がった。

## 地理

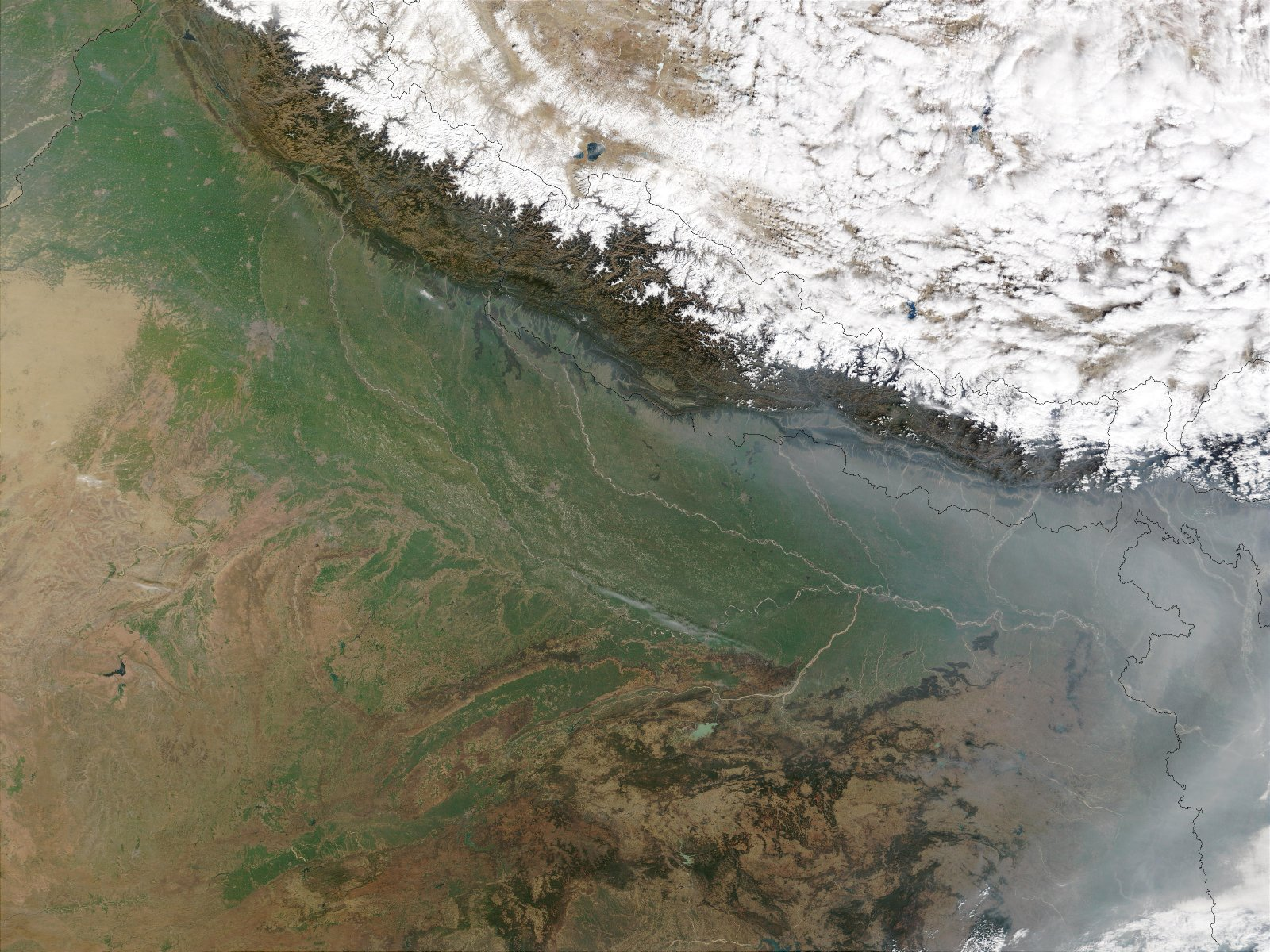
ガンジス平原の一部

ウッタル・プラデーシュ州は総面積 240,928 平方キロメートル (93,023 平方マイル) で、陸地面積ではインドで 4 番目に大きい州であり、その面積はイギリスとほぼ同じである。インドの北の注ぎ口に位置し、ネパールと国境を接している。ヒマラヤ山脈は北に州と隣接しているが、州の大部分を占める平原はそれらの高山とは明らかに異っている。より広いガンジス平原地域は北部に位置している。これには、ガンジス ヤムナ ドアブ、ガーグラ平原、ガンジス平原、タライが含まれている。より小さなヴィンディヤ山脈と高原地域は南部に位置している。堅い岩の地層と、丘、平原、谷、台地の変化に富んだ地形が特徴である 。ババール県には、背の高いエレファントグラスと湿地や湿地が点在する深い森で覆われたタライ地域が存在している。バハール川の流れがこの地域では深くなり、その流路は絡み合った深い下草の塊の中を流れている。タライ地域はバハールと平行して細い帯状に走っている。沖積平野全体は 3 つのサブ地域に分かれている。定期的に洪水や干ばつに見舞われ、希少地域として分類されている14の地区からなる東部地区の最初の地区である。これらの地区は人口密度が最も高く、一人当たりの土地が最も低くなっている。他の 2 つの地域、中部と西部は、灌漑システムが十分に発達しており、比較的良好である。州民らは浸水と大規模な利用者用地に悩まされている。さらに、この地域はかなり乾燥している。州には大小 32 以上の川があり、このうち、ガンガー川、ヤムナー川、サラスワティ川、サラユ川、ベトワ川、ガーガラ川の方が規模が大きく、ヒンドゥー教では宗教的に重要である。
同州では栽培が盛んに行われている。ウッタルプラデーシュ州は3つの農業気候帯に分類されており、中部ガンジス平原地域 (ゾーン – IV)、上部ガンジス平原地域 (ゾーン – V)、中央高原および丘陵地域 (ゾーン – VIII)の3つである。渓谷地域には肥沃で豊かな土壌がある。段々丘の斜面では集中的な栽培が行われているが、灌漑施設が不足している。ヒマラヤ山脈の南麓を形成するシワリク山脈は、「ババール」と呼ばれる岩盤に向かって傾斜している。州の全長に沿って走る移行地帯は、テライおよびババール地域と呼ばれている豊かな森林があり、 無数の小川がそれを横切ってモンスーン期には激しい急流となる。

### 気候
ウッタル・プラデーシュ州は湿潤な亜熱帯気候に属し、四季が存在する。1月と2月の冬に続き、3月から5月は夏、6月から9月はモンスーンの季節となっている。夏は極端で、州の一部では気温が 0 ～ 50 °C (32 ～ 122 °F) の間で変動し、さらにルーと呼ばれる乾燥した熱風が吹き荒れる。ガンジス平原は半乾燥から亜湿潤まで変化する。平均年間降水量は、州の南西隅の650 mm (26インチ) から、州の東部および南東部の 1,000 mm (39 インチ) までの範囲にある。主に夏の現象であるインドのモンスーンのベンガル湾支流が、州のほとんどの地域で雨を降らせる主な原因となっている。夏以降は南西モンスーンがほとんどの雨をもたらすが、冬には西部の擾乱による雨と北東モンスーンも州全体の降水量に少量寄与する。
| アグラ（1981年 – 2010年、極値は1952年 – 2012年）の気候 | アグラ（1981年 – 2010年、極値は1952年 – 2012年）の気候 | アグラ（1981年 – 2010年、極値は1952年 – 2012年）の気候 | アグラ（1981年 – 2010年、極値は1952年 – 2012年）の気候 | アグラ（1981年 – 2010年、極値は1952年 – 2012年）の気候 | アグラ（1981年 – 2010年、極値は1952年 – 2012年）の気候 | アグラ（1981年 – 2010年、極値は1952年 – 2012年）の気候 | アグラ（1981年 – 2010年、極値は1952年 – 2012年）の気候 | アグラ（1981年 – 2010年、極値は1952年 – 2012年）の気候 | アグラ（1981年 – 2010年、極値は1952年 – 2012年）の気候 | アグラ（1981年 – 2010年、極値は1952年 – 2012年）の気候 | アグラ（1981年 – 2010年、極値は1952年 – 2012年）の気候 | アグラ（1981年 – 2010年、極値は1952年 – 2012年）の気候 | アグラ（1981年 – 2010年、極値は1952年 – 2012年）の気候 |
| 月                                                     | 1月                                                    | 2月                                                    | 3月                                                    | 4月                                                    | 5月                                                    | 6月                                                    | 7月                                                    | 8月                                                    | 9月                                                    | 10月                                                   | 11月                                                   | 12月                                                   | 年                                                     |
| ------------------------------------------------------ | ------------------------------------------------------ | ------------------------------------------------------ | ------------------------------------------------------ | ------------------------------------------------------ | ------------------------------------------------------ | ------------------------------------------------------ | ------------------------------------------------------ | ------------------------------------------------------ | ------------------------------------------------------ | ------------------------------------------------------ | ------------------------------------------------------ | ------------------------------------------------------ | ------------------------------------------------------ |
| 最高気温記録 °C （°F）                                 | 30.4 (86.7)                                            | 35.9 (96.6)                                            | 40.9 (105.6)                                           | 45.0 (113)                                             | 46.5 (115.7)                                           | 47.7 (117.9)                                           | 44.2 (111.6)                                           | 40.4 (104.7)                                           | 40.1 (104.2)                                           | 37.7 (99.9)                                            | 38.0 (100.4)                                           | 29.9 (85.8)                                            | 47.7 (117.9)                                           |
| 平均最高気温 °C （°F）                                 | 22.1 (71.8)                                            | 26.2 (79.2)                                            | 32.3 (90.1)                                            | 38.2 (100.8)                                           | 39.6 (103.3)                                           | 38.3 (100.9)                                           | 34.1 (93.4)                                            | 33.5 (92.3)                                            | 33.3 (91.9)                                            | 32.8 (91)                                              | 29.1 (84.4)                                            | 24.4 (75.9)                                            | 32.0 (89.6)                                            |
| 平均最低気温 °C （°F）                                 | 7.9 (46.2)                                             | 10.7 (51.3)                                            | 15.2 (59.4)                                            | 20.7 (69.3)                                            | 24.7 (76.5)                                            | 26.6 (79.9)                                            | 26.1 (79)                                              | 25.7 (78.3)                                            | 24.3 (75.7)                                            | 19.4 (66.9)                                            | 13.2 (55.8)                                            | 9.1 (48.4)                                             | 18.6 (65.5)                                            |
| 最低気温記録 °C （°F）                                 | −1.0 (30.2)                                            | 0.0 (32)                                               | 5.4 (41.7)                                             | 10.9 (51.6)                                            | 17.0 (62.6)                                            | 19.7 (67.5)                                            | 21.5 (70.7)                                            | 22.2 (72)                                              | 17.2 (63)                                              | 15.0 (59)                                              | 3.9 (39)                                               | 0.5 (32.9)                                             | −1.0 (30.2)                                            |
| 雨量 mm （inch）                                       | 16.7 (0.657)                                           | 16.1 (0.634)                                           | 8.6 (0.339)                                            | 5.6 (0.22)                                             | 24.4 (0.961)                                           | 107.8 (4.244)                                          | 255.3 (10.051)                                         | 213.7 (8.413)                                          | 205.6 (8.094)                                          | 44.8 (1.764)                                           | 6.4 (0.252)                                            | 12.3 (0.484)                                           | 917.3 (36.113)                                         |
| 平均降雨日数                                           | 1.3                                                    | 1.4                                                    | 0.9                                                    | 0.6                                                    | 2.0                                                    | 5.2                                                    | 11.8                                                   | 10.6                                                   | 8.4                                                    | 1.7                                                    | 0.6                                                    | 0.8                                                    | 45.3                                                   |
| % 湿度                                                 | 60                                                     | 47                                                     | 33                                                     | 25                                                     | 32                                                     | 49                                                     | 73                                                     | 77                                                     | 74                                                     | 65                                                     | 61                                                     | 62                                                     | 55                                                     |
| 出典1：                                                |                                                        |                                                        |                                                        |                                                        |                                                        |                                                        |                                                        |                                                        |                                                        |                                                        |                                                        |                                                        |                                                        |
| 出典2：Weather Atlas                                   |                                                        |                                                        |                                                        |                                                        |                                                        |                                                        |                                                        |                                                        |                                                        |                                                        |                                                        |                                                        |                                                        |

ウッタル・プラデーシュ州の降雨量は、丘陵地帯の年間平均170cm（67インチ）から、ウッタル・プラデーシュ州西部の84cm（33インチ）までさまざまである。この降雨量のほとんどがモンスーンの4か月間に集中するため、過剰な雨は洪水や水不足から干ばつにつながる可能性がある。そのため、洪水と干ばつの2つの現象は、この州でよく発生する。ビンディヤ山脈と高原の気候は亜熱帯性で、年間平均降雨量は1,000〜1,200mm（39〜47インチ）で、そのほとんどはモンスーン期間中に発生する。典型的な夏の月は3月から6月で、最高気温は30〜38°C（86〜100°F）である。相対湿度は約20%と低く、ほこりを含んだ風がシーズンを通して吹く。夏には、ルーと呼ばれる熱風がウッタル・プラデーシュ州全域に吹き荒れる。

### 植物と動物
ウッタル・プラデーシュ州は、天然資源が豊富な地方である。2011年の森林面積は16,583 km2（6,403平方マイル）で、これは同州の地理的面積の約6.9%に相当する。急速な森林破壊と野生生物の密猟にもかかわらず、州内には多様な動植物が生息し続けており、インドで記録されている藻類の4.2%、菌類の6.4%、地衣類の6.0%、コケ類の2.9%、シダ植物の3.3%、裸子植物の8.7%、被子植物の8.1%が確認されている。温帯の上部山岳地帯の森林地帯には、数種の樹木、大小の哺乳類、爬虫類、昆虫が生息している。薬用植物は野生でみられるほか、プランテーションでも栽培されている。テライ・ドゥアールのサバンナと草原は、牛の飼育に適している。ガンジス川上流平野には、河岸を中心に湿潤な落葉樹が生育している。この平野部は、多種多様な動植物の生息地となっている。大小の爬虫類や両生類、淡水魚、カニなども、ガンジス川やその支流に生息している。乾燥したヴィンディヤ山脈には、バブール( Vachellia nilotica )などの低木やチンカラ( Gazella bennettii )などの動物が生息する。熱帯の乾燥落葉樹林は、平野のいたるところに見られる。地面に十分な日光が届くため、低木や草も豊富である。これらの森林の大部分は、耕作のために伐採されている。州の南西部には、トゲがある木々（主にバブール）からなる森林がみられる。
鳥類ではハト、クジャク、ヤケイ、クロヤマウズラ、スズメ、鳴禽類、アオカケス、インコ、ウズラ、ヒヨドリ、クシガモ、カワセミ、キツツキ、シギ、オウムなどがみられ、鳥類相も豊かである。州内の鳥類保護区としては、バキラ保護区、国立チャンバル保護区、チャンドラ・プラバ野生生物保護区、ハスティナプール野生生物保護区、カイムール野生生物保護区、オクラ保護区がある。
爬虫類はトカゲ、コブラ、アオアシガメ、インドガビアルなどが生息している。魚の種類も豊富だが、最も一般的なのはマハシールとマスである。近年絶滅した動物種もあれば、ガンジス平原のライオン、テライ地方のサイ、ガンジス川に主に住むガンジスカワイルカなど、絶滅の危機に瀕している種もいる。政府による規制にもかかわらず、多くの種が密猟の被害に遭っている。

## 経済

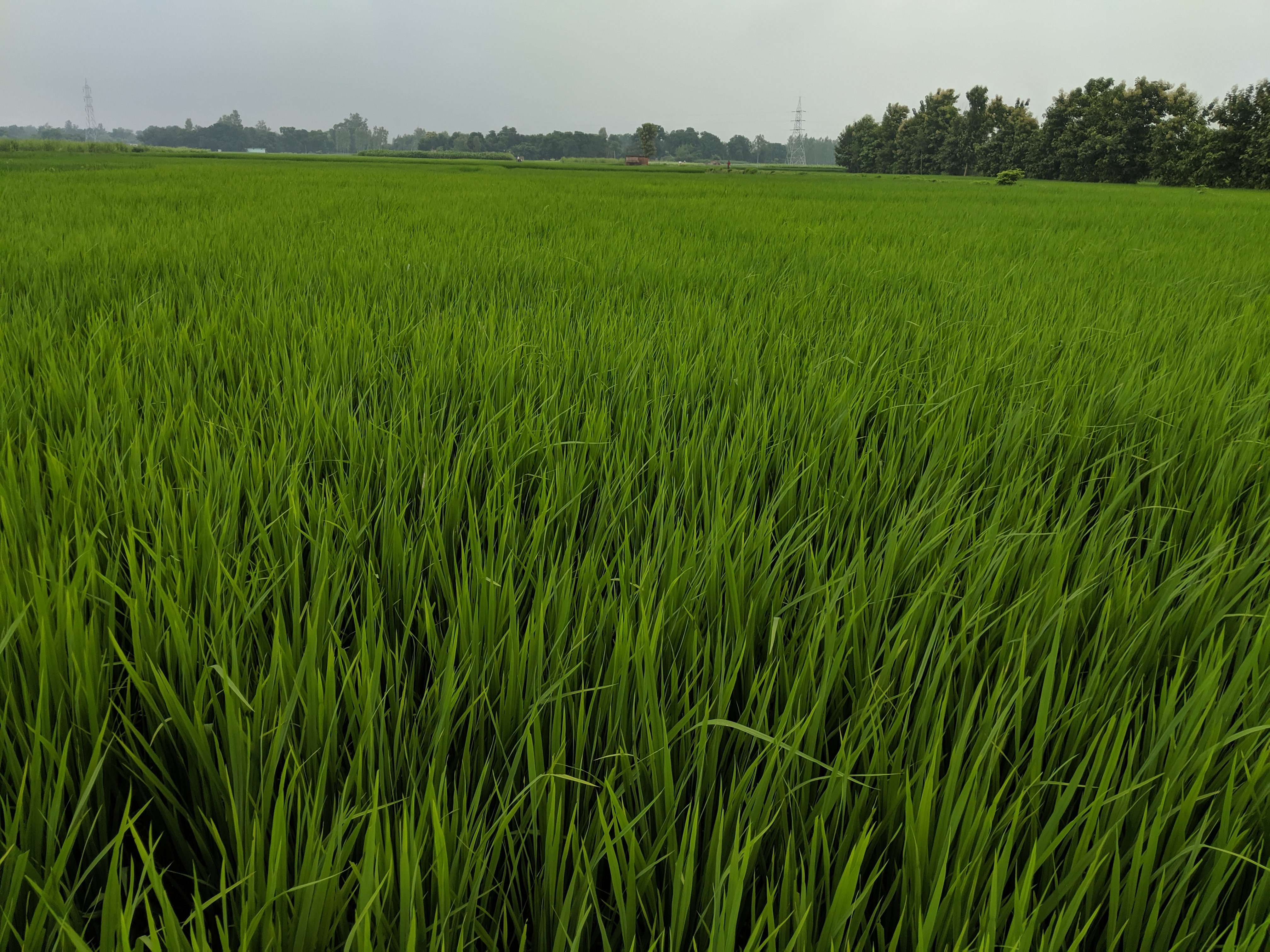
ヒンドゥスターン平野の豊かな土壌に広がる田んぼ。州内において、農業は最大の雇用を生んでいる

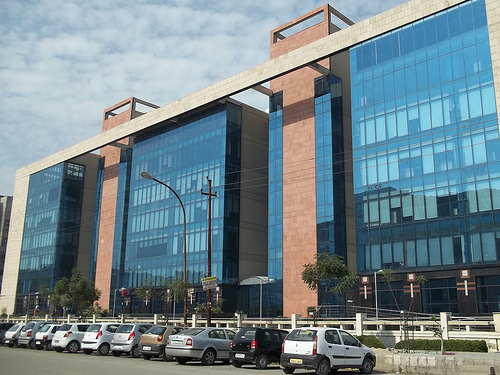
ノイダのIT産業団地

インド第四の経済規模を有する州で、州内総生産はインド全体の8.4%に相当する14兆8900億ルピー（推定、1800億米ドル）である。インド・ブランド・エクイティ基金 (IBEF) のレポートによると、2014年 - 15年度の州の穀物総生産高はインド全体の19%を占めた。農業ではサトウキビの生産が盛んで、インド製糖業協会 (ISMA) のレポートによると、2015年度の生産高は735万トンに上り、インドの州ではマハーラーシュトラ州（1047万トン）に次ぐ2位であった。
2019年 - 20年度の州の予算関係文書によると、州の債務負担は州内総生産の29.8%に相当する。債務残高は、2011年時点で2兆900億ルピーに上った。近年の継続的な取り組みにもかかわらず、2桁の経済成長は実現できていない。2017年の経済成長率は7%、2018年のそれは6.5%であった。インド経済監視センター (CMIE) の調査によると、2020年4月時点の失業率は21.5%となっている。また、移民の最大の送り出し州であり、2011年の国勢調査によると、およそ1440万人がウッタル・プラデーシュ州から州外へ移り住んでいった。女性の場合、結婚が主な移住の動機であるが、男性は仕事や雇用を求めての移住が多い。
ウッタル・プラデーシュ州に限ったことではないが、2010年代のインドにおいては極端な労働人口増が生じて就職難となった。2015年、州がお茶くみ係と警備員を368人募集したところ230万人（州の人口の約1%）が応募して話題となった。

## 行政区分

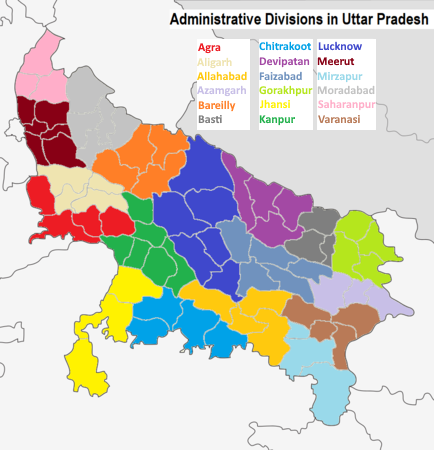
ウッタル・プラデーシュ州の行政区分

1. アーグラー県（英語版） (Agra District)
2. アリーガル県（英語版） (Aligarh District)
3. イラーハーバード県（英語版） (Allahabad District)
4. アンベードカルナガル県（英語版） (Ambedkar Nagar District)
5. アウライヤー県（英語版） (Auraiya District)
6. アーザムガル県（英語版） (Azamgarh District)
7. バダーユーン県（英語版） (Badaun District)
8. バーグパト県（英語版） (Bagpat District)
9. ベヘラーイチ県（英語版） (Bahraich District)
10. バリヤー県（英語版） (Ballia District)
11. バルラームプル県（英語版） (Balrampur District)
12. バーンダー県（英語版） (Banda District)
13. バーラーバンキー県（英語版） (Barabanki District)
14. バレーリー県（英語版） (Bareilly District)
15. バスティー県（英語版） (Basti District)
16. ビジナウル県（英語版） (Bijnor District)
17. ブランドシェヘル県（英語版） (Bulandshahr District)
18. チャンダウリー県（英語版） (Chandauli District)
19. チトラクート県（英語版） (Chitrakoot District)
20. デーオリヤー県（英語版） (Deoria district)
21. エーター県（英語版） (Etah District)
22. イターワー県（英語版） (Etawah District)
23. ファイザーバード県（英語版） (Faizabad District)
24. ファッルカーバード県（英語版） (Farrukhabad District)
25. ファテープル県（英語版） (Fatehpur District)
26. フィーローザーバード県（英語版） (Firozabad District)
27. ガウタム・ブッダ・ナガル県（英語版） (Gautam Buddha Nagar District)
28. ガーズィヤーバード県（英語版） (Ghaziabad District)
29. ガーズィープル県（英語版） (Ghazipur District)
30. ゴーンダー県（英語版） (Gonda District)
31. ゴーラクプル県（英語版） (Gorakhpur District)
32. ハミールプル県（英語版） (Hamirpur District)
33. ハルドーイー県（英語版） (Hardoi District)
34. ジャーラウン県（英語版） (Jalaun District)
35. ジャウンプル県（英語版） (Jaunpur District)
36. ジャーンシー県（英語版） (Jhansi District)
37. アムロハ県（英語版） (Amroha district, 以前はジョーティバー・プレー・ナガル県（英語版）)
38. カンナウジ県（英語版） (Kannauj District)
39. カーンプル・デーハート県（英語版） (Kanpur Dehat District)
40. カーンプル・ナガル県（英語版） (Kanpur Nagar District)
41. カウシャーンビー県（英語版） (Kaushambi District)
42. クシーナガル県（英語版） (Kushinagar District)
43. ラキームプル・キーリー県（英語版） (Lakhimpur Kheri District)
44. ラリトプル県（英語版） (Lalitpur District)
45. ラクナウー県（英語版） (Lucknow District)
46. ハスラス県（英語版） (Hathras district、以前はマハマヤ県（英語版）)
47. マハーラージガンジ県（英語版） (Maharajganj District)
48. マホーバー県（英語版） (Mahoba District)
49. マインプリー県（英語版） (Mainpuri District)
50. マトゥラー県（英語版） (Mathura District)
51. マウー県（英語版） (Mau District)
52. メーラト県（英語版） (Meerut District)
53. ミルザープル県（英語版） (Mirzapur District)
54. ムラーダーバード県（英語版） (Moradabad District)
55. ムザッファルナガル県（英語版） (Muzaffarnagar District)
56. ピーリービート県（英語版） (Pilibhit District)
57. プラタープガル県（英語版） (Pratapgarh District)
58. ラーイ・バレーリー県（英語版） (Rae Bareli District)
59. ラクナウ県（英語版） (Lucknow District)
60. ラームプル県（英語版） (Rampur District)
61. サハーランプル県（英語版） (Saharanpur District)
62. サント・カビール・ナガル県（英語版） (Sant Kabir Nagar District)
63. サント・ラヴィダース・ナガル県（英語版） (Sant Ravidas Nagar District)
64. シータープル県（英語版） (Sitapur District)
65. シッダールト・ナガル県（英語版） (Siddharthnagar District)
66. シャージャハーンプル県（英語版） (Shahjahanpur District)
67. シュラーヴァスティー県（英語版） (Shravasti District)
68. ソーンバドラー県（英語版） (Sonbhadra District)
69. スルターンプル県（英語版） (Sultanpur District)
70. ウンナーオ県（英語版） (Unnao District)
71. ヴァーラーナシー県（英語版） (Varanasi District)

### 主要都市
- アーグラ
- イラーハーバード
- ファイザーバード - アヨーディヤー
- カーンプル
- ガーズィヤーバード
- マトゥラー
- メーラト
- ラクナウ
- ヴァーラーナシー

## 教育

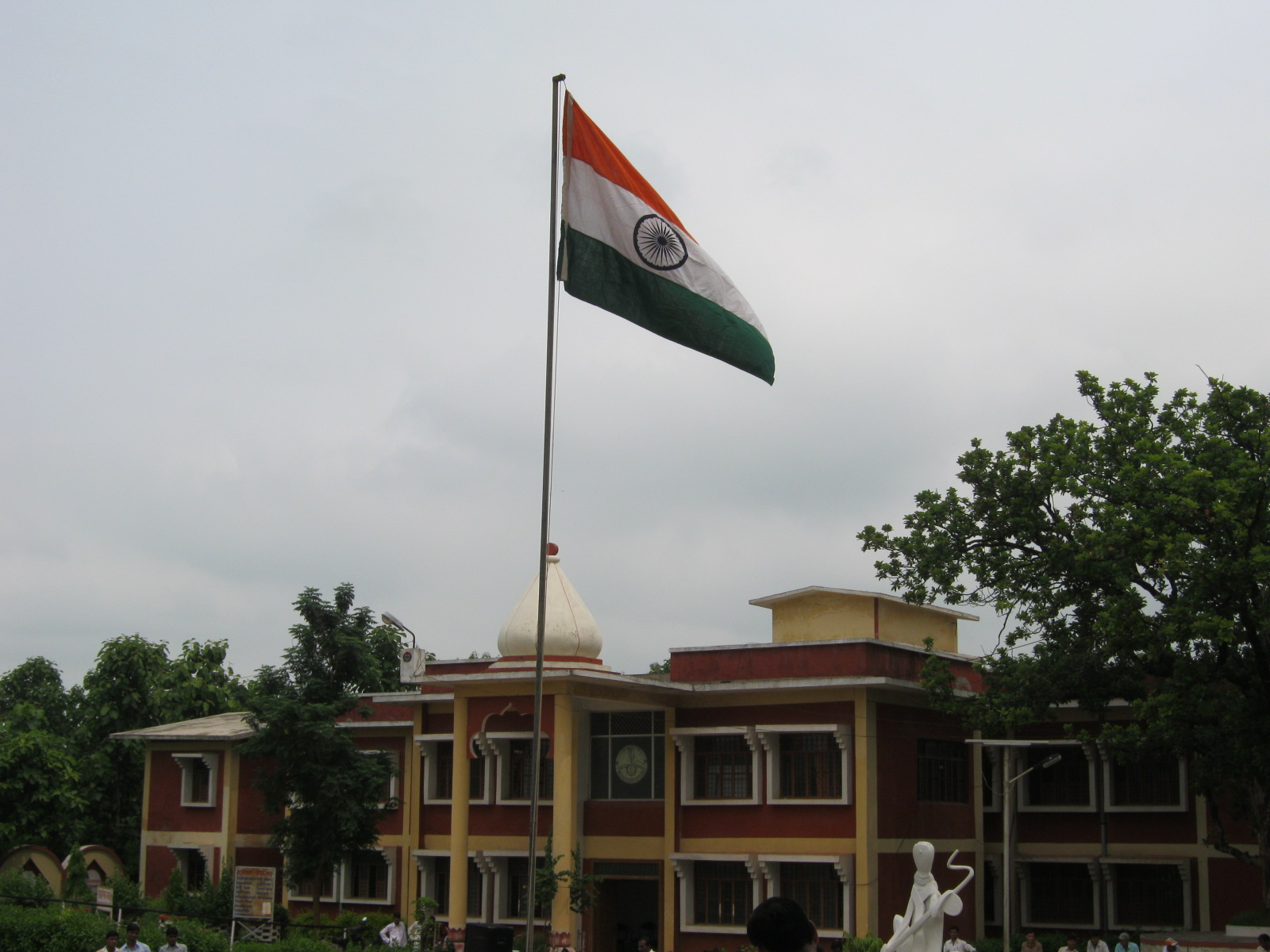
チトラコートのジャガドグル・ランバドラチャーリヤ・ディヴィヤンガ大学 (JRHU) 。障害者教育のため設立された

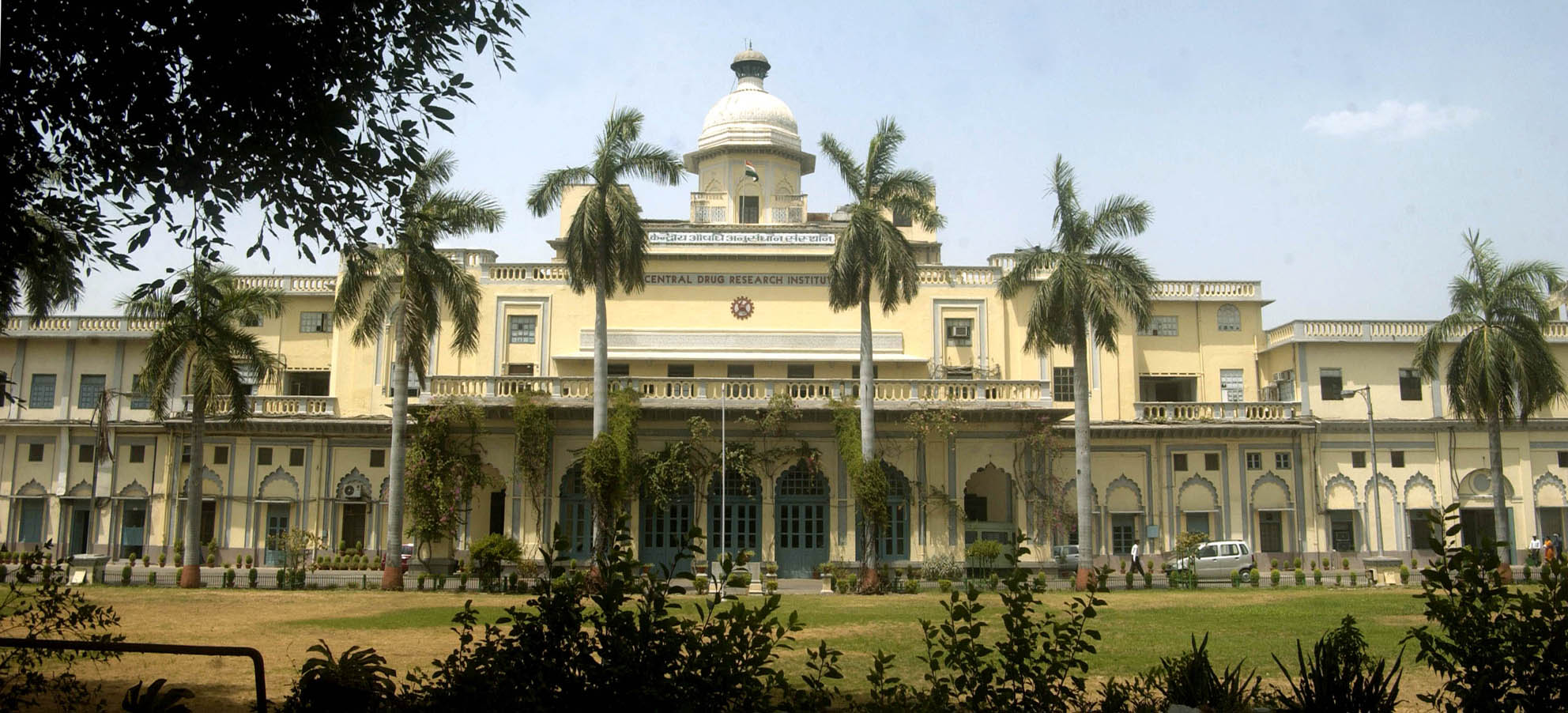
中央医薬研究所

ウッタル・プラデーシュ州において、教育活動は長い歴史を有するが、それは歴史的にエリート階級や宗教学校に限定されたものであった。ヴェーダ時代からグプタ朝にかけては、主にサンスクリット語で教育が行われた。時代が下ると、パーリ語やペルシャ語、アラビア語でも知識が伝授されるようになった。今日の教育制度は、インドのほかの州と同様に、外来のキリスト教宣教団やイギリスの植民地行政によってもたらされたものである。中央中等教育委員会 (CBSE) やインドインド中等教育検定委員会 (ICSE) 傘下の学校を除き、教育はヒンディー語で行われる。教育制度は10+2+3制が取られており、中等教育を修了した者はジュニア・カレッジと呼ばれる2年制の学校か、ウッタル・プラデーシュ州高校・中等教育委員会参加の高等教育機関に進学する。ノイダのデリー・パブリック・スクールやステップ・バイ・ステップ・スクール、ラクナウのラ・マルティニエール・ガールズ・カレッジなどは全国的にも有名である。
州内には大学が45校ある。内訳は中央大学（国立大学）が5校、州立大学が28校、認可大学 (deemed universities) が8校、インド工科大学のヴァーラーナシー校とカーンプル校、全インド医科大学のゴーラクプル校とラーイバレーリー校、インド経営大学院のラクナウ校である。

## 観光
- タージ・マハル
- ファテープル・シークリー
- アーグラ城塞
- サールナート
- クシーナガル
- サヘート・マヘート